# Forcipomyia kribiensis
Forcipomyia kribiensis är en tvåvingeart som först beskrevs av Jean-Jacques Kieffer 1921.  Forcipomyia kribiensis ingår i släktet Forcipomyia och familjen svidknott. Inga underarter finns listade i Catalogue of Life.